# مرتفع محيطي
المرتفع المحيطي (بالإنجليزية: Ocean bank)‏، هي الجزء الأكثر ضحالة من البحر مقارنة بالمنطقة المحيطة به. يمكن لمنحدرات المرتفعات المحيطية أن تبتعد بينما تدفقات المد والجزر الأخرى تعترضها، مما يؤدي في بعض الأحيان إلى التيارات الغنية بالمغذيات. وبسبب هذا، فإن بعض المرتفعات الكبيرة، مثل مرتفع دوغر تكون من بين أغنى مناطق الصيد في العالم.